# بالای پوستاکا
بالای پوستاکا (انگلیسی: Balai Pustaka) شرکت دولتی انتشارات اندونزیایی است، که در سال ۱۹۱۷ تأسیس شد.